# Tha-Norr
Tha-Norr war eine deutsche Black-Metal-Band aus Celle.

## Bandgeschichte
Die Band wurde 1992 gegründet und hatte zunächst Probleme, einen passenden Schlagzeuger zu finden; daher arbeitete sie zunächst mit Session-Schlagzeugern, auch bei der Aufnahme ihres 1994 veröffentlichten Demos Assault on Aerie. Einige Auftritte mit Mayhemic Truth, Countess, Mortuary Drape und Drowned folgten. Nazgul’s Eyrie Productions veröffentlichte 1995 ihr einziges Album Wolfenzeitalter. Der Text des Eröffnungsliedes Tears for All Those Who Died wurde von Hendrik Möbus geschrieben. Mit Wolfenzeitalter, Fegefeuer und Weltschmerz waren insgesamt drei deutschsprachige Titel vorhanden, was für die damalige Zeit ungewöhnlich war. Ein letzter Auftritt fand 1997 zusammen mit Sabbat, Barathrum und Countess statt. Bis auf Theby (Schlagzeug), der noch in weiteren Underground-Bands wie Drowned aktiv war bzw. ist, trat keines der Mitglieder wieder in Erscheinung. 2009 wurde Wolfenzeitalter auf Doppel-Vinyl von Amor Fati Productions wiederveröffentlicht.

## Musikstil und Ideologie
Tha-Norr spielt typischen Black Metal der zweiten Welle aus Norwegen, der größtenteils ohne Keyboards gespielt wird. Frank Stöver beschrieb die Musik auf Assault on Aerie im Voices from the Darkside als gewöhnlichen, auf die gewohnte Art gespielten Black Metal. Die Liedstrukturen sind simpel, die zum Teil episch anmutende Atmosphäre des Albums Wolfenzeitalter entsteht durch die simplen Liedstrukturen, die zwischen langsamen und schnellen Passagen wechseln und durch die Schreie und vereinzelt durch Piano- und Flötenpassagen, dezente Keyboards, eine dunkle, aber klare, melodische Stimme und Keyboards ergänzt wird. Barbarian Wrath, das Nachfolgelabel von Nazgul’s Eyrie Productions, verglich den Stil mit „Hellhammer auf Speed“. Auch der Wechsel zwischen klarem, aber tiefer gemischtem Gesang bei einzelnen Liedern und einer dominanten hohen Kreischstimme im Stil von Darkthrone und frühen Burzum sollen die Lieder atmosphärisch gestalten.
Die Mitglieder der Band geben an, niemanden außer sich selbst zu verehren. Ihre Überzeugungen sind stark von Aleister Crowleys Liber AL vel Legis inspiriert. Crowley und Gregor A. Gregorius, dem Gründer der Fraternitas Saturni, wird im Beiheft des Albums für ihre Inspiration gedankt.

## Rezeption
Zur damaligen Zeit wurde die Gruppe kaum beachtet. Allerdings sieht Barbarian Wrath in Wolfenzeitalter eine Inspiration für zahlreiche spätere Bands wie Moonblood. Alexander Frohn (ex-Nagelfar, The Ruins of Beverast) bezeichnete ihr Album als „ein fantastisches, äußerst atmosphärisches Underground-Juwel“. Das Rock Hard zählte das Album zu den „250 Black-Metal-Alben, die man kennen sollte“.

## Diskografie
- Assault on Aerie (Demo, 1994)
- Tyrant of a New Aeon auf Infinite Visions of Hell (1994)
- Wolfenzeitalter (1995)